# Fanta Dao
Fanta Dao (* 7. März 1973) ist eine ehemalige malische Leichtathletin, die sich auf den Sprint spezialisiert hatte.

## Sport
Dao nahm an den Olympischen Sommerspielen 1992 in Barcelona teil. Im Wettlauf über 400 m schied sie im Vorlauf aus.